# Mittelstenahe
Mittelstenahe község Németországban, Alsó-Szászországban, a Cuxhaveni járásban. Lakosainak száma 579 fő (2023. december 31.).